# Dubusia
Dubusia es un género de aves paseriformes perteneciente a la familia Thraupidae que agrupa a dos (o más) especies nativas de América del Sur, donde se distribuyen principalmente a lo largo de los Andes y adyacencias, desde el oeste de Venezuela y norte de Colombia hasta el centro de Bolivia. A sus miembros se les conoce por el nombre común de tangaras y también tangaras-montanas, tangaras-de-montaña o cachaquitos, entre otros.

## Características
Las tangaras de este género son de patrón de plumaje atractivo, de colores predominantes azul y negro por arriba y amarillo o castaño por abajo; de tamaño mediano, miden entre 17 y 19,5 cm de longitud. Habitan en bosques de alta montaña y sus bordes. Se alimentan de insectos y frutas.

## Etimología
El nombre genérico femenino «Dubusia» conmemora al naturalista belga Bernard du Bus de Gisignies (1808–1874).

## Taxonomía
El género Dubusia fue propuesto por el zoólogo francés Charles Lucien Bonaparte en 1850, y la especie tipo subsecuentemente designada fue Dubusia selysia Bonaparte = Tanagra selysia Bonaparte, 1850, en realidae un sinónimo posterior de Tanagra (Tachyphonus) taeniata Boissonneau, 1840, actualmente Dubusia taeniata.
La especie Dubusia castaneoventris estuvo tradicionalmente incluida en un género monotípico Delothraupis así como D. taeniata en un entonces monotípico Dubusia. Sin embargo, las especies son similares en su morfología y ambas habitan en altitudes andinas, difieren en el color de las partes inferiores y de alguna forma en el tamaño pero muchos otros géneros incluyen especies con este nivel de diferencias. Adicionalmente los estudios genético moleculares confirmaron que son especies hermanas. En la Propuesta N° 437 Parte F al Comité de Clasificación de Sudamérica (SACC) se aprobó la inclusión de D. castaneoventris en Dubusia, con lo que Delothraupis se convirtió en un sinónimo del presente. También se comprobó que Dubusia es pariente próximo de Pseudosaltator, ambos en una subfamilia Thraupinae.
Las clasificaciones Aves del Mundo (HBW), Birdlife International (BLI) y el Congreso Ornitológico Internacional (IOC), consideran a las subespecies D. taeniata carrikeri (de la Sierra Nevada de Santa Marta) y D. taeniata stictocephala (de los Andes peruanos) como especies separadas de D. taeniata. El Comité de Clasificación de Sudamérica (SACC) aprobó la separación en la Propuesta No 1017. Esta separación no es seguida todavía por la clasificación Clements Checklist/eBird.

## Lista de especies
Según la clasificación del Congreso Ornitológico Internacional (IOC) el género agrupa a las siguientes especies con el respectivo nombre popular de acuerdo con la Sociedad Española de Ornitología (SEO):
| Imagen | Nombre científico                | Autor                       | Nombre común                   | Estado de conservación | Distribución |
| ------ | -------------------------------- | --------------------------- | ------------------------------ | ---------------------- | ------------ |
|        | Dubusia taeniata                 | (Boissonneau, 1840)         | tangara pechifulva             | LC                     |              |
|        | Dubusia (taeniata) carrikeri     | Wetmore, 1946               | tangara pechifulva de Carriker | NT                     |              |
|        | Dubusia (taeniata) stictocephala | Berlepsch & Stolzmann, 1894 | tangara pechifulva sureña      | LC                     |              |
|        | Dubusia castaneoventris          | (P.L. Sclater, 1851)        | tangara ventricastaña          | LC                     |              |